# Jacqueline de Romilly
Pour les articles homonymes, voir Romilly.
Jacqueline Worms de Romilly, plus connue sous le nom de Jacqueline de Romilly, née Jacqueline David le 26 mars 1913 à Chartres et morte le 18 décembre 2010 à Boulogne-Billancourt, est une philologue, essayiste, traductrice et helléniste française.
Elle reçoit de la Grèce la nationalité hellénique en 1995, à titre honorifique.
Membre de l'Académie française, première femme professeur au Collège de France et première femme membre de l’Académie des inscriptions et belles-lettres, elle est connue pour ses travaux sur la civilisation et la langue de la Grèce antique, en particulier à propos de Thucydide, objet de sa thèse de doctorat.

## Biographie

### Origines, études et famille
Née à Chartres le 26 mars 1913, Jacqueline David est la fille de Maxime David, normalien, professeur agrégé de philosophie, mort pour la France le 2 octobre 1914, et de Jeanne Malvoisin, devenue femme de lettres après la Première Guerre mondiale. Maxime David, reçu premier au concours de l’École normale supérieure et premier à l’agrégation de philosophie, rencontre Jeanne Malvoisin à la Sorbonne, où ils suivent les cours d'Henri Bergson. Ils se marient en 1909, mais le caporal Maxime David est tué au front le 2 octobre 1914, à Saint-Mard dans la Somme, lors de la Première Guerre mondiale,.
Jeanne David élève désormais seule sa fille, avec l'objectif que son enfance ne se ressente pas de la mort de son père, tout en désirant la voir première de sa classe. Après des premières années heureuses dans leur appartement de la rue des Bauches, dans le 16e arrondissement de Paris, Jacqueline suit ses études secondaires au lycée Molière. En 1930, elle est la première lauréate féminine du concours général, avec un premier prix de version latine et un deuxième prix de version grecque, et obtient l'année suivante un accessit de philosophie. Après sa seconde année des classes préparatoires littéraires (khâgne) au lycée Louis-le-Grand, elle est admise à vingt ans à l'École normale supérieure (promotion 1933,).

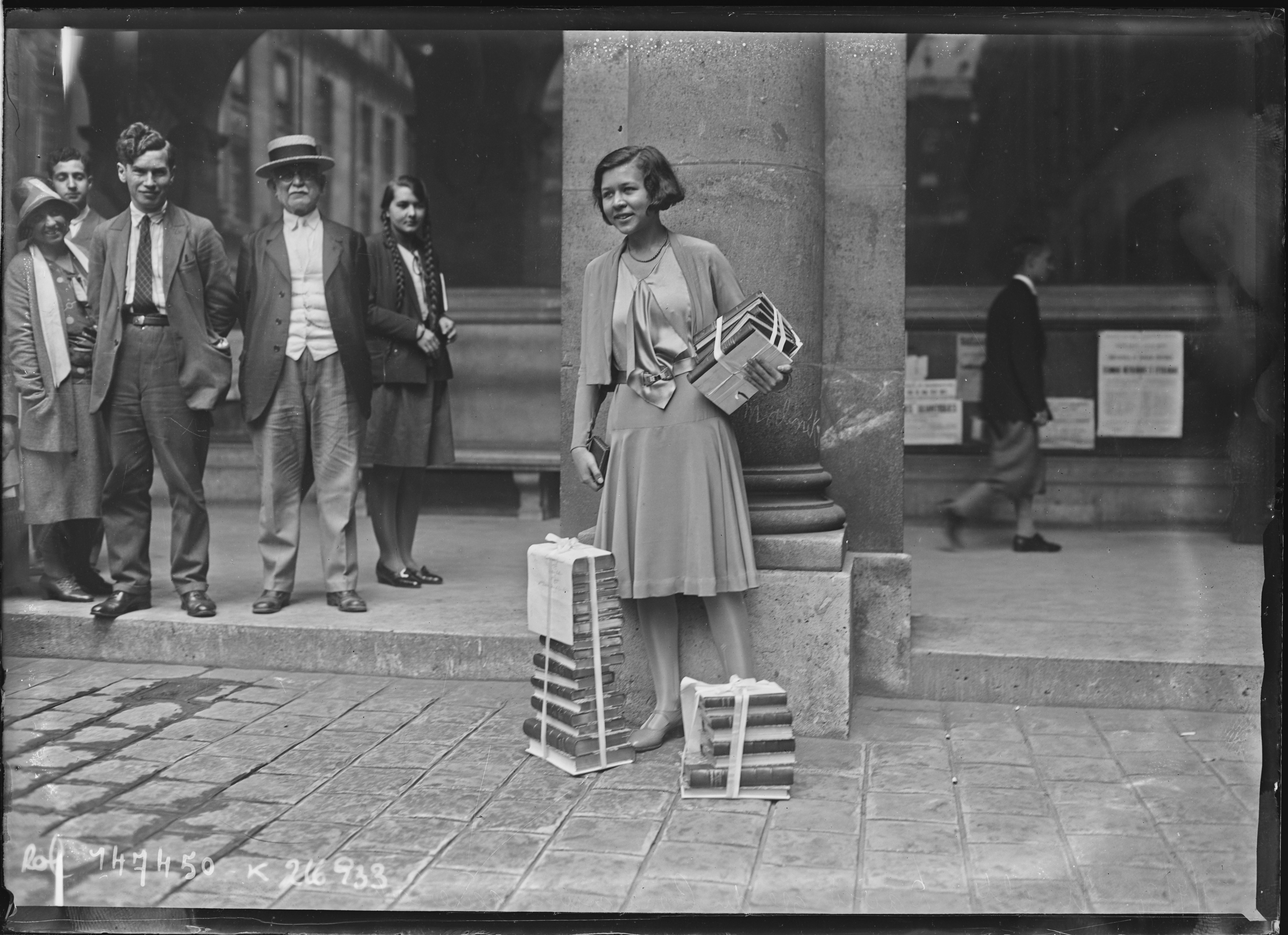
Jacqueline David sortant de la Sorbonne avec ses prix du Concours général.

En 1933, sa mère lui offre en cadeau une édition ancienne de l’Histoire de la guerre du Péloponnèse de Thucydide, œuvre qui va avoir une influence déterminante sur sa vie.
Élève de l'helléniste Paul Mazon, elle est reçue 10e à l'agrégation de lettres en 1936. Elle obtient enfin son doctorat ès lettres en 1947 à l'université de Paris.
Elle se marie en 1940 avec Michel Worms de Romilly, éditeur aux Belles Lettres, dont elle divorce en 1972. Elle garde néanmoins le nom de son mari, ainsi qu’une maison de famille en Provence, au pied de la montagne Sainte-Victoire.

### Pendant la Seconde Guerre mondiale
Du fait de l'origine juive de son père comme de son mari (descendant d'Olry Worms de Romilly), elle se voit refuser le droit d'enseigner par le régime de Vichy en décembre 1941 et son mari perd son travail. Ils quittent Paris et sont obligés de se cacher dans la campagne d’Aix-en-Provence. Ils vivent avec mère et belle-famille et changent souvent d’endroit.
Pendant les années d’occupation de la France par l'Allemagne, sans poste, vivant plus ou moins cachée, elle prépare sa thèse d’État sur Thucydide et la guerre du Péloponnèse.

### Carrière universitaire
Professeur de lycée à Bordeaux, Tournon et Montpellier entre 1936 et 1939, elle est ensuite chargée de cours à l'université de Bordeaux pour l'année 1939-1940.
Réintégrée dans la fonction publique après la Libération, elle enseigne en khâgne au lycée de jeunes filles de Versailles (lycée La Bruyère) de 1945 à 1949. En 1946-1947, elle est assistante à la Sorbonne. Après avoir soutenu sa thèse d'État en 1947 sous le titre Thucydide et l’impérialisme athénien : la pensée de l’historien et la genèse de l’œuvre, elle est nommée maître de conférences en 1949, puis professeur de langue et littérature grecques classiques à l'université de Lille, poste qu'elle occupe de 1949 à 1957. Elle enseigne en même temps à l’École normale supérieure de jeunes filles (Sèvres) de 1953 à 1960, et à la Sorbonne de 1957 à 1973, dont elle dirige l'UER de grec en 1969.
À partir de 1973, elle occupe la chaire de la Grèce antique au Collège de France, où elle est la première femme professeur. Elle y dispense un cours sur La Grèce et la formation de la pensée morale et politique. Elle enseigne également à l’étranger, à Oxford et Cambridge, ainsi que dans différentes universités des États-Unis, et donne de nombreuses conférences en Grèce.
Outre ses fonctions d'enseignement, elle exerce également au sein de jurys de concours.
Jacqueline de Romilly prend sa retraite en 1984, à l'âge de 70 ans. Elle devient alors professeur honoraire du Collège de France.

### Militante pour les études grecques classiques
Jacqueline de Romilly est notamment à l'origine de deux actions : l'appel à témoignage, avec Nikos Aliagas, destiné à « inviter des jeunes de 13 à 15 ans à témoigner, par écrit, d’actes de solidarité réalisés par d’autres jeunes qu’ils connaissent », et une campagne de levée de fonds (soutenue par l'UNESCO) destinée à financer le reboisement des forêts grecques dévastées par les incendies de l'été 2007. Elle préside l'association Guillaume-Budé de 1981 à 1983, puis en devient présidente d'honneur. Elle fonde en février 1992 l'association Sauvegarde des Enseignements littéraires, qu'elle préside jusqu'en novembre 1993.
Elle passe à Apostrophes, l’émission célèbre de Bernard Pivot, et y gagne une grande popularité. Elle collabore également à la Revue des études grecques, à la Revue des études anciennes, à la Revue de philologie, au Journal des savants, à la Revue des deux Mondes et à la Revue du Nord.
Souvent en désaccord affiché avec le fonctionnement du système éducatif français, elle publie en 1984 un ouvrage très engagé sous le titre L’Enseignement en détresse, puis prononce un discours à l’Institut de France en 2008, intitulé Enseignement et éducation. Lors de sa dernière intervention publique, elle déclare : « Nos ennemis ne sont pas à l'extérieur, mais bien à l'intérieur de l'Institution », visant le courant « pédagogiste » qui noyaute le ministère de l'Éducation nationale.
Pour son inlassable défense et son illustration des études grecques classiques, elle est honorée de la nationalité grecque en 1995. La cérémonie a lieu sur la Pnyx. Elle est nommée par la Grèce « ambassadrice de l'hellénisme » en 2000.

### Membre de l’Institut de France
Elle est élue à l'Académie des inscriptions et belles-lettres le 14 février 1975, au fauteuil de l'helléniste Pierre Chantraine. Elle est la première femme élue à cette académie, qu'elle préside en 1987.
Le 24 novembre 1988, à 75 ans, elle devient la deuxième femme, après Marguerite Yourcenar, à entrer à l'Académie française : elle est élue au 7e fauteuil, précédemment occupé par André Roussin, le même jour que Jacques-Yves Cousteau. Elle demeure la seule femme à avoir été membre de deux académies de l'Institut de France.
Marguerite Yourcenar ayant refusé l'habit vert, Jacqueline de Romilly est la première femme à le porter. Cependant, elle préfère remplacer l’épée par un attribut féminin, un sac à main brodé de palmes, et a de plus obtenu une broche symbolique après son élection à l'Académie des inscriptions et belles-lettres en 1975. Lors de son installation, le nouvel académicien se voit attribuer un mot du dictionnaire ; celui de Jacqueline de Romilly est « Lance ».
Le 27 mai 1991, elle est reçue à l'Académie nationale des sciences, belles-lettres et arts de Bordeaux, avec un discours intitulé Mythe et tragédie dans la Grèce antique.
Elle reçoit sous la Coupole Hector Bianciotti en 1997, et est déléguée à la séance publique annuelle des cinq Académies en 1994 et en 2008. Avec son discours de réception et sa réponse au discours de réception de Hector Bianciotti, elle prononce neuf discours dans le cadre de ses travaux académiques.
En 2009, elle devient la doyenne d’âge de l’Académie française, à la mort de Claude Lévi-Strauss.

### Fin de vie et mort
À partir de 1997, elle perd progressivement la vue, mais son entourage lui permet de maintenir un rythme de publications soutenu.
Ayant reçu le baptême en 1940, Jacqueline de Romilly a achevé sa conversion au catholicisme en 2008, à 95 ans, assistée d'un prêtre maronite. Elle meurt à 97 ans, à l'hôpital Ambroise-Paré de Boulogne-Billancourt, le 18 décembre 2010.
Hélène Carrère d'Encausse, secrétaire perpétuel de l'Académie française, salue la mémoire d'une femme « qui a porté toute sa vie la langue et la culture grecques », jugeant que le meilleur hommage à lui rendre « serait d'attacher plus d'importance désormais à la langue grecque dont elle a été le plus grand défenseur dans notre pays ». L'éditeur Bernard de Fallois lui rend un hommage appuyé : « Elle désarmait par son espèce d'autorité naturelle. Elle avait ce mélange de simplicité, de sérieux et de gaîté des grands professeurs ».

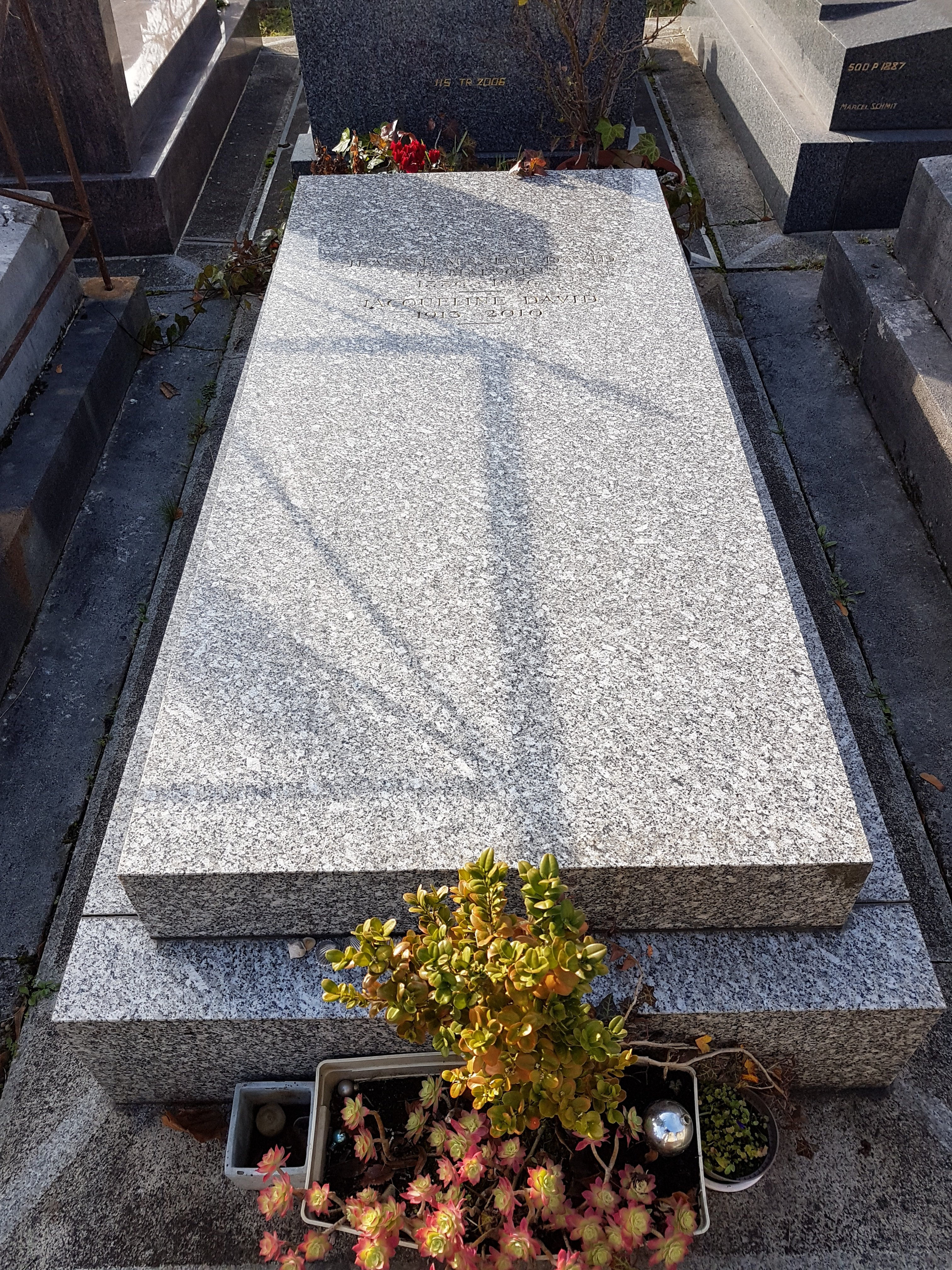
Sépulture de Jacqueline de Romilly.

De nombreuses personnalités politiques rendent hommage à Jacqueline de Romilly. Dans un communiqué, le président Nicolas Sarkozy salue « une grande humaniste dont la parole nous manquera ». Le ministre de la Culture, Frédéric Mitterrand, estime qu'avec elle « disparaît l'un des très grands esprits de notre temps ». De son côté, le Premier ministre François Fillon a salué « une grande dame des lettres et de la culture qui eut une longue et brillante carrière ». Le président du MoDem, François Bayrou, souligne « la volonté de se battre sans cesse pour défendre les bases de cette culture à laquelle elle croyait […] et aussi une infatigable volonté d'être présente par l'écriture ». Le ministre de l'Éducation nationale, Luc Chatel, relève quant à lui que Jacqueline de Romilly « n'a eu de cesse tout au long de sa vie de révéler à nos contemporains l'infinie richesse des humanités »,.
À l'étranger, le ministère grec de la Culture fait part du « deuil de la Grèce », estimant que Jacqueline de Romilly fut « une alliée rare et combative » du pays, et que « sa voix et son œuvre furent déterminants pour mettre en valeur la culture grecque ». Aux États-Unis, la presse salue une « figure prééminente de la littérature du XXe siècle ».
Elle est inhumée au cimetière du Montparnasse (10e division, allée 13 sud - 15 Ouest ). Jacqueline de Romilly disait d'elle-même ne pas avoir eu, « bien sûr », la vie qu'elle souhaitait :

« Avoir été juive sous l'Occupation, finir seule, presque aveugle, sans enfants et sans famille, est-ce vraiment sensationnel ? Mais ma vie de professeur a été, d'un bout à l'autre, celle que je souhaitais. »

— Dans Une certaine idée de la Grèce, livre d'entretien avec Alexandre Grandazzi (p. 338 édition Livre de poche).

## Étude de la littérature grecque
En 1953, elle entreprend l’édition et la traduction des huit livres de l’Histoire de la guerre du Péloponnèse de Thucydide, qui l’occuperont pendant près de vingt ans. Elle dit apprécier ses capacités d'historien à faire ressortir les éléments essentiels, et à analyser les causes et conséquences des évènements qu'il étudie. Passionnée par le personnage, elle rédige de plus trois livres sur lui (Thucydide et l’impérialisme athénien, Histoire et raison chez Thucydide, La Construction de la vérité chez Thucydide), et tient de nombreuses conférences dont une partie a été publiée sous le titre L’Invention de l’histoire politique chez Thucydide.

## Fiction
En 1945, elle publie 3e Classe dans la Collection Blanche chez Gallimard sous le pseudonyme de Jacqueline Rancey,. Jacques Perret écrit à son propos : « On demande à Jacqueline Rancey que ses prochains romans soient seulement aussi bons que celui-ci ».

## Décorations

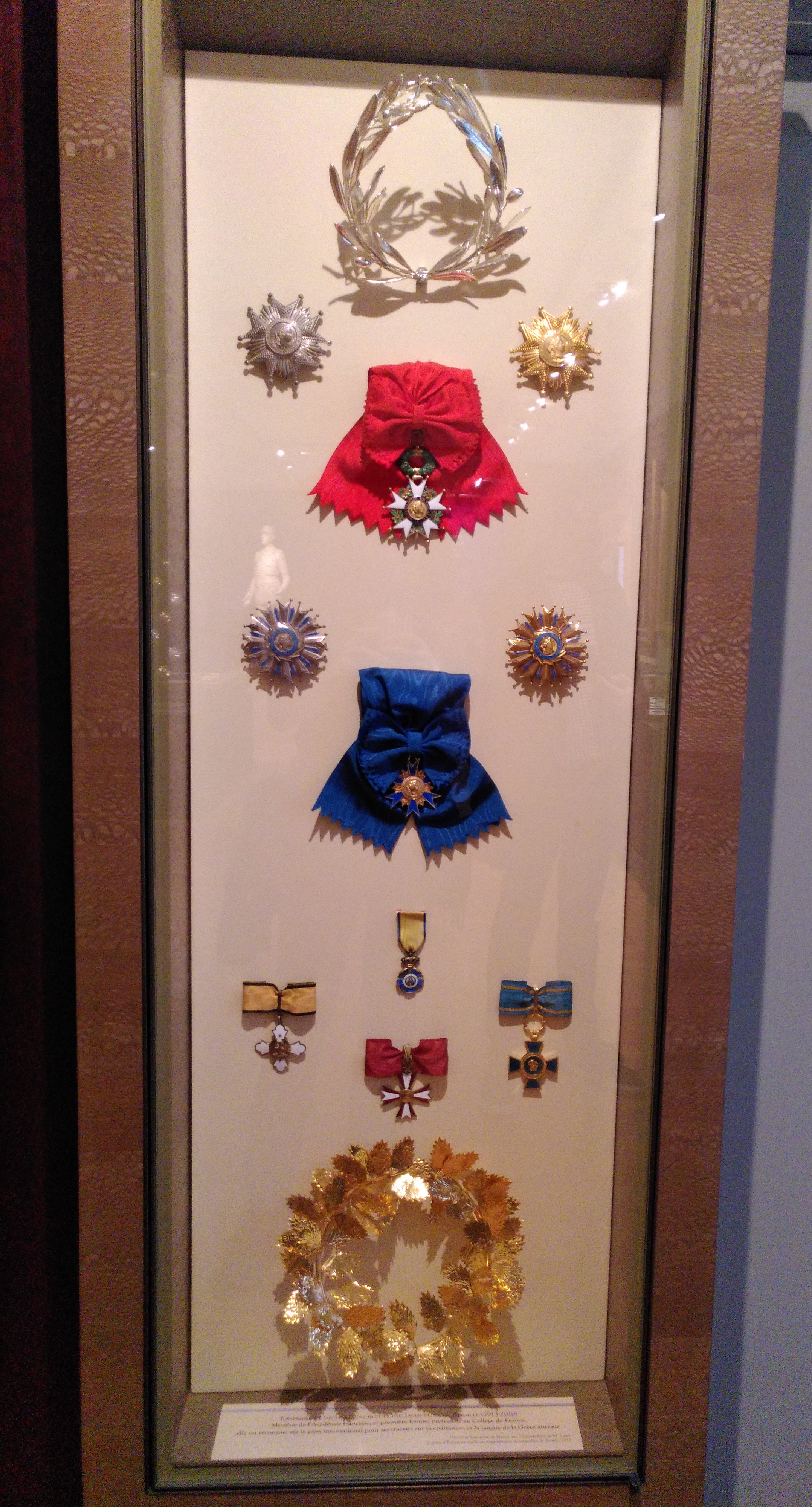
Décorations de Jacqueline de Romilly exposées au musée de la Légion d'honneur.

- Grand-croix de la Légion d'honneur en 2006[29] (grand officier en 1998[30], commandeur en 1991[30]).
- Grand-croix de l'ordre national du Mérite en 2002[31] (grand officier en 1994[32]).
- Commandeur de l'ordre des Palmes académiques en 1987[33].
- Commandeur de l'ordre des Arts et des Lettres.
- Commandeur de l'ordre du Phénix (Grèce)[N 5].
- Commandeur de l'ordre de l'Honneur (Grèce).

## Distinctions
- Élue à l'Académie française le 24 novembre 1988[1]. Le professeur Jules Hoffmann lui succède en 2012.
- Première femme professeur au Collège de France (chaire : La Grèce et la formation de la pensée morale et politique).
- Première femme membre de l’Académie des inscriptions et belles-lettres (1975)[34]. Le professeur Pierre Gros lui succède en 2012.
- Présidente de l’Académie des inscriptions et belles-lettres en 1987.
- Membre de l'ordre autrichien Ehrenzeichen für Wissenschaft und Kunst[1].
- Nommée par la Grèce (dont elle reçoit la nationalité en 1995) ambassadrice de l'Hellénisme (2000).
- Prix Ambatiélos de l’Académie des inscriptions et belles-lettres (1948)[1].
- Prix Croiset de l’Institut de France (1969)[1].
- Prix Langlois de l’Académie française (1974)[1].
- Prix d’Académie de l'Académie française (1984)[1].
- Prix de la langue française (1987)
- Prix Onassis (Athènes, 1995)[1].
- Prix Daudet (2000).
- Diplôme d'honneur du Centre d'études d'Ithaque (2004)[10].
- Prix du Parlement hellénique (2008)[1].
- Titre Homo Hellenicus (2009)[35].

### Affiliations hors France
Elle est membre correspondant ou étranger de diverses académies, ainsi que de plusieurs académies de province :
- Académie royale danoise des sciences et des lettres ;
- British Academy ;
- Académie de Vienne ;
- Académie d’Athènes ;
- Académie bavaroise des sciences ;
- Académie royale néerlandaise des arts et des sciences ;
- Accademia di belle arti di Napoli ;
- Académie des sciences de Turin ;
- Accademia ligustica di belle arti ;
- American Academy of Arts and Sciences.
- Académie des sciences, agriculture, arts et belles-lettres d'Aix .

### Distinctions universitaires
Plusieurs universités d'Europe et d'Amérique du Nord ont accordé à Jacqueline de Romilly un titre de docteur honoris causa :
- Université d’Oxford (Royaume-Uni) ;
- Université d’Athènes (Grèce) ;
- Université de Dublin (Irlande) ;
- Université de Heidelberg (Allemagne) ;
- Université de Montréal (Québec, Canada) ;
- Université Yale (États-Unis).

## Hommages
Portent le nom de Jacqueline de Romilly les établissements publics suivants :
- Une bibliothèque de Crosne (Essonne), inaugurée en 2011[36] ;
- Un groupe scolaire de Saint-Cyr-l'École (Yvelines), inauguré le 8 septembre 2017[37] ;
- Une école dans le quartier des Broussailles à Cannes depuis la rentrée 2018[38] ;
- Une résidence universitaire de Versailles, gérée par le Crous[39].
- Une place d'Athènes, dans le quartier historique de Thissío[40], est baptisée en son honneur en septembre 2013 en présence de Valéry Giscard d'Estaing et de Xavier Darcos.
- En 2012, le ministère de l'Éducation nationale crée le « Prix Jacqueline de Romilly » pour valoriser les initiatives pédagogiques en langues et cultures de l’Antiquité[41]. Parmi les 108 classes participantes, trois sont récompensées dans la catégorie collège, et trois dans la catégorie lycée[42]. Alors qu'une seconde édition est annoncée pour 2014, le prix, objet de critiques[15], est finalement supprimé[42].
- Un timbre à l’effigie de Jacqueline de Romilly est émis par La Poste en 2020[43].
- Le collège Jacqueline de Romilly à Magny-le-Hongre (Seine-et-Marne)[44].
- Une salle du lycée Louis-le-Grand (Paris) a été nommée en son honneur.

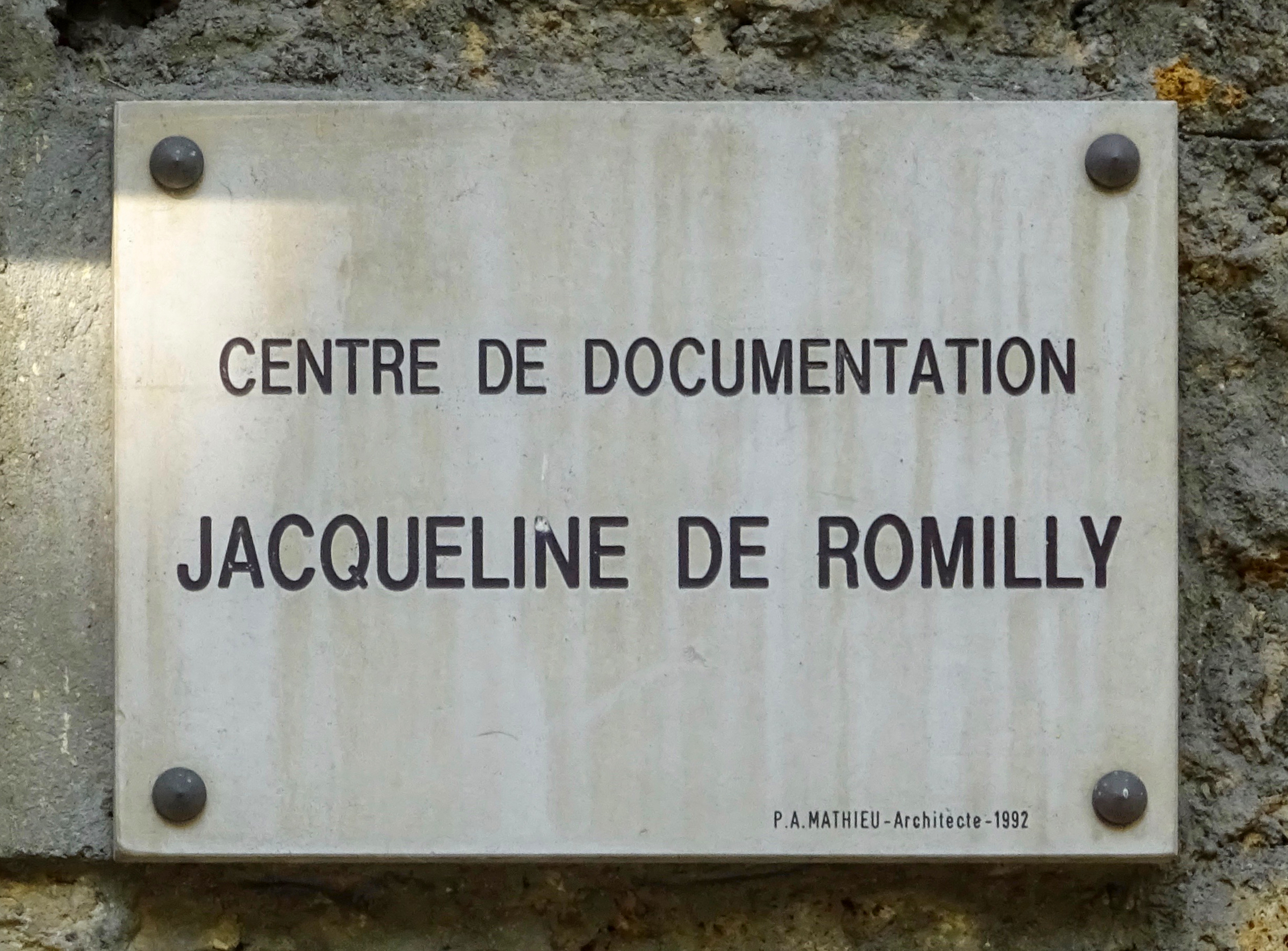
Plaque à l'entrée du CDI du lycée Molière (Paris), où elle étudia.
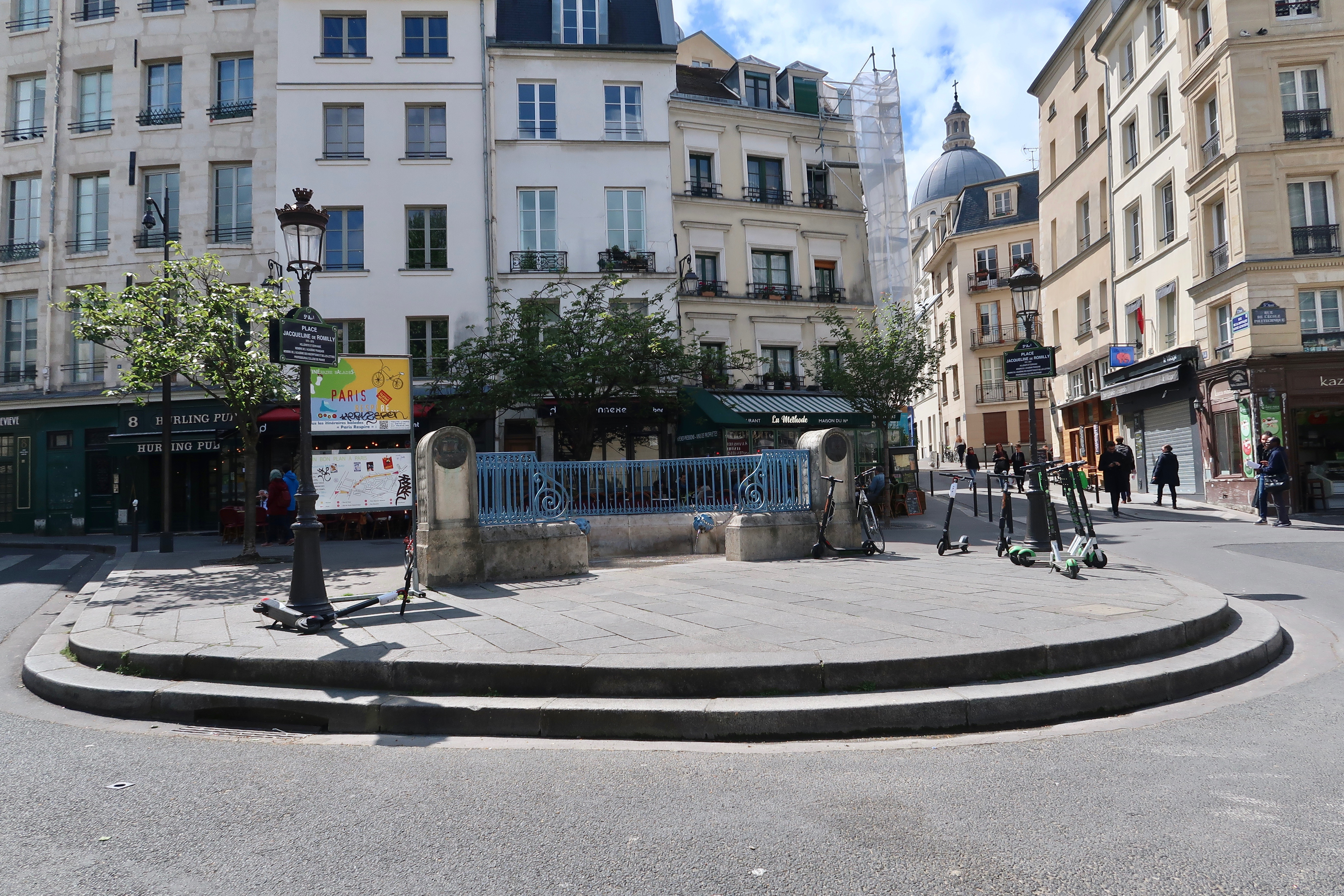
Placette Jacqueline-de-Romilly (Paris 5e).
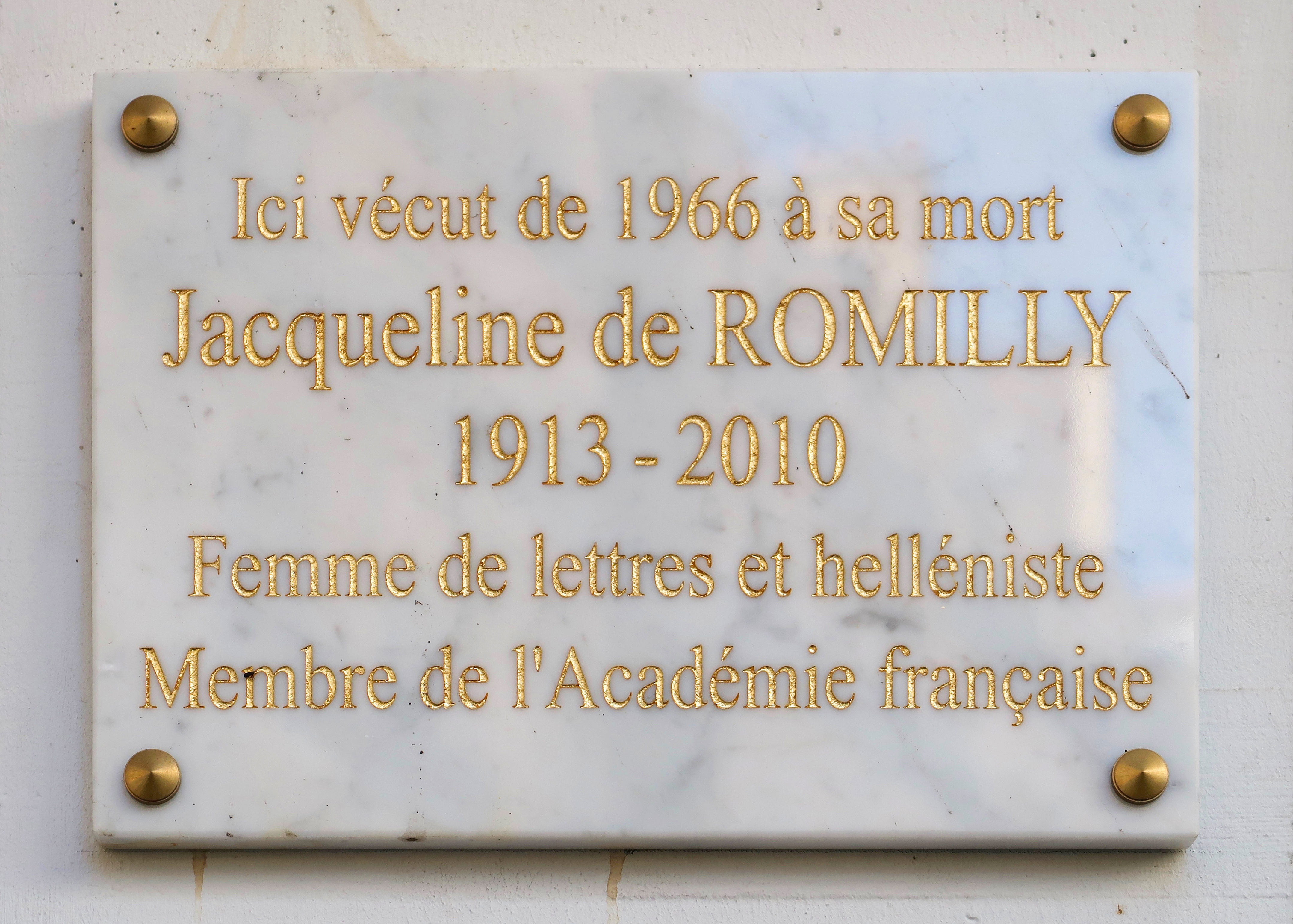
Plaque rue Chernoviz (Paris 16e), où elle vécut.

## Publications
Jacqueline de Romilly est l'auteur de nombreux ouvrages et traductions, dont :
- 3e Classe, Gallimard, 1945 (sous le pseudonyme de Jacqueline Rancey)  (ISBN 2070253481).
- Thucydide et l'impérialisme athénien, la pensée de l'historien et la genèse de l'œuvre, thèse de doctorat, 1947 ; 1951 ; Belles-Lettres, 1961.
  - éd. grecque[45] : Ο Θουκυδίδης και ο αθηναϊκός ιμπεριαλισμός : Η σκέψη του ιστορικού και η γένεση του έργου / Jacqueline de Romilly · μετάφραση Λύντια Στεφάνου · επιμέλεια Κώστας Τσιταράκης. - 4η έκδ. - Αθήνα : Παπαδήμας, 2004. - 567σ. · 25x17εκ.  (ISBN 9-6020-6467-6 et 978-9-6020-6467-2).
- Histoire et raison chez Thucydide, Belles-Lettres, 1956 ; Belles Lettres, 1967, coll. Études anciennes, 314 p.  (ISBN 2-2513-2563-8 et 978-2-2513-2563-7).
  - éd. grecque : Ἱστορία καὶ λόγος στὸν Θουκυδίδη / Jacqueline de Romilly · μετάφραση Ἑλένη Ι. Κακριδῆ. - Ἀθήνα : Μορφωτικὸ Ἴδρυμα Ἐθνικῆς Τραπέζης, 1998. - 312 σ. · 22x15 ἑκ.
- La Crainte et l'angoisse dans le théâtre d'Eschyle, Belles-Lettres, 1958 ; 1971.
  - éd. grecque : Ο φόβος και η αγωνία στο θέατρο του Αισχύλου / Jacqueline de Romilly · μετάφραση Σοφία Λουμάνη, Χρήστος Μαρσέλλος. - Αθήνα : Το Άστυ, 2002. - 116σ. · 24x16εκ.  (ISBN 9-6086-3317-6 et 978-9-6086-3317-9).
- L'évolution du pathétique, d'Eschyle à Euripide, PUF, 1961 ; 1980.
  - éd. grecque : Η εξέλιξη του πάθους : Από τον Αισχύλο στον Ευριπίδη / Jacqueline de Romilly · μετάφραση Κατερίνα Μηλιαρέση, Μπάμπη Αθανασίου. - 1η έκδ. - Αθήνα : Το Άστυ, 2000. - 165σ. · 24x17εκ.  (ISBN 9-6086-3313-3 et 978-9-6086-3313-1).
- Nous autres, professeurs, Fayard, 1969.
- La Tragédie grecque, PUF, 1970 ; 1982.
- Le Temps dans la tragédie grecque, Vrin, 1971.
  - éd. grecque : Ο χρόνος στην ελληνική τραγωδία / Jacqueline de Romilly · μετάφραση Χρήστος Μαρσέλλος, Σοφία Λουμάνη. - 1η έκδ. - Αθήνα : Το Άστυ, 2001. - 204σ. · 24x17εκ.  (ISBN 9-6086-3314-1 et 978-9-6086-3314-8).
- La Loi dans la pensée grecque, des origines à Aristote, Belles-Lettres, 1971.
- Problèmes de la démocratie grecque, Hermann, 1975,  (ISBN 2-7056-5781-9) ; Plon, Agora, 1986,  (ISBN 2-2660-4815-5).
  - éd. grecque : Προβλήματα της αρχαίας ελληνικής δημοκρατίας / Jacqueline de Romilly · μετάφραση Νίκος Αγκαβανάκης. - 2η έκδ. - Αθήνα : Καρδαμίτσα, 1998. - 280σ. · 21x14εκ.  (ISBN 9-6072-6242-5 et 978-9-6072-6242-4).
- La douceur dans la pensée grecque, Les Belles Lettres, 1979 ; Pluriel, 1995.
  - éd. grecque : Η ηπιότητα στην αρχαία ελληνική σκέψη / Jacqueline de Romilly · επιμέλεια Νίκος Μπακουνάκης · μετάφραση Κατερίνα Καλαντζοπούλου. - 1η έκδ. - Αθήνα : Εκδοτικός Οίκος Α. Α. Λιβάνη, 2007. - 588σ. · 21x14εκ.  (ISBN 978-9-6014-1536-9).
- Précis de littérature grecque, PUF, 1980 ; Quadrige, 2002 ; PUF, 2007, coll. Quadrige Grands textes, 284 p.  (ISBN 2-1305-6076-8 et 978-2-1305-6076-0).
- L'Enseignement en détresse, Julliard, 1984 ; 1991.
- « Patience, mon cœur » : l'essor de la psychologie dans la littérature grecque classique, Belles-Lettres, 1984 ; Plon, Agora, 1994.
- Homère, PUF, 1985 ; Que sais-je ?
- La Modernité d'Euripide, PUF, 1986.
- Sur les chemins de Sainte-Victoire, Julliard, 1987 ; de Fallois, 2002.
- Les Grands Sophistes dans l'Athènes de Périclès, de Fallois, 1988.
- La Grèce antique à la découverte de la liberté, de Fallois, 1989.
- La construction de la vérité chez Thucydide, Julliard, 1990 ; Juliard, 1999, coll. Conférences, essais et leçons du Collège de France, 137 p.  (ISBN 2-2600-0654-X et 978-2-2600-0654-1).
- Ouverture à cœur, de Fallois, 1990,  (ISBN 978-2-2530-5989-9).
- Écrits sur l'enseignement, de Fallois, 1991.
- Pourquoi la Grèce ?, de Fallois, 1992,  (ISBN 2-8770-6155-8) ; LGF, 1994, poche, 316 p.  (ISBN 2-2531-3549-6 et 978-2-2531-3549-4).
- Les Œufs de Pâques, de Fallois, 1993.
- Lettres aux parents sur les choix scolaires, de Fallois, 1994.
- Rencontre avec la Grèce Antique, de Fallois, 1995, 298 p.  (ISBN 2-2860-5228-X).
- Alcibiade ou les dangers de l'ambition, de Fallois, 1995, 2 cartes, 282 p. ; Tallandier, 2008, coll. « Texto », 275 p.  (ISBN 2-8473-4528-0 et 978-2-8473-4528-5) (Prix Nouveau Cercle Interallié 1995) (19e Prix Fondation Pierre-Lafue 1995).
- Jeux de lumière sur l'Hellade, Fata Morgana, 1996.
- Hector, de Fallois, 1997.
  - éd. grecque : Έκτωρ / Jacqueline de Romilly · μετάφραση Αθηνά-Μπάμπη Αθανασίου, Κατερίνα Μηλιαρέση. - Αθήνα : Το Άστυ, 1998. - 314σ. · 24x16εκ.  (ISBN 9-6086-3310-9 et 978-9-6086-3310-0).
- Le Trésor des savoirs oubliés, de Fallois, 1998 ; LGF, 1999, poche, 220 p.  (ISBN 2-2531-4587-4 et 978-2-2531-4587-5).
  - éd. grecque : Ο θησαυρός των λησμονημένων γνώσεων / Jacqueline de Romilly · μετάφραση Μπάμπη Αθανασίου, Κατερίνα Μηλιαρέση. - Αθήνα : Το Άστυ, 2000. - 194σ. · 24x18εκ.  (ISBN 9-6086-3311-7 et 978-9-6086-3311-7).
- Laisse flotter les rubans, de Fallois, 1999, 235 p.  (ISBN 2-8770-6367-4 et 978-2-7028-3844-0).
- La Grèce antique contre la violence, de Fallois, 2000.
- Héros tragiques, héros lyriques, Fata Morgana, 2000.
- Roger Caillois hier encore, Fata Morgana, 2001.
- Sous des dehors si calmes, de Fallois, 2002.
- Une certaine idée de la Grèce, de Fallois, 2003 ; LGF, 2006, poche, 346 p.  (ISBN 2-2531-1133-3 et 978-2-2531-1133-7).
  - éd. grecque : Μια ορισμένη αίσθηση της Ελλάδος : Jacqueline de Romilly συνομιλίες με τον Alexandre Grandzzi / Jacqueline de Romilly · μετάφραση Κατερίνα Μηλιαρέση. - Αθήνα : Το Άστυ, 2004. - 259σ.  (ISBN 9-6086-3318-4 et 978-9-6086-3318-6).
- De la Flûte à la Lyre, Fata Morgana, 2004.
  - éd. grecque : Από το φλάουτο στην Απολλώνια λύρα / Jacqueline de Romilly · μετάφραση Αθηνά-Μπάμπη Αθανασίου, Κατερίνα Μηλιαρέση. - 1η έκδ. - Αθήνα : Το Άστυ, 2005. - 102σ. · 24x17εκ.  (ISBN 9-6086-3319-2 et 978-9-6086-3319-3).
- L'Invention de l'histoire politique chez Thucydide, ENS, 2005, coll. Études de littérature ancienne, 272 p.  (ISBN 2-7288-0351-X et 978-2-7288-0351-4).
- L'Élan démocratique dans l'Athènes ancienne, de Fallois, 2005.
  - éd. grecque : Η έξαρση της δημοκρατίας στην αρχαία Αθήνα / Jacqueline de Romilly · μετάφραση Αθηνά-Μπάμπη Αθανασίου, Κατερίνα Μηλιαρέση. - 1η έκδ. - Αθήνα : Το Άστυ, 2006. - 147σ. · 24x17εκ.  (ISBN 9-6089-2520-7 et 978-9-6089-2520-5).
- Les Roses de la solitude, 2006 ; LGF, 2007, poche, 153 p.  (ISBN 2-2531-2210-6 et 978-2-2531-2210-4).
  - éd. grecque : Τα ρόδα της μοναξιάς / Jacqueline de Romilly · μετάφραση Άννυ Σπυράκου · επιμέλεια σειράς Θανάσης Καράβατος, Δημήτρης Πλουμπίδης, Κώστας Πόταγας. - 1η έκδ. - Αθήνα : Κοινός Τόπος Ψυχιατρικής, Νευροεπιστημών & Επιστημών του Ανθρώπου, 2007. - 142σ. · 21x13εκ.  (ISBN 978-9-6067-2303-2).
- Dans le jardin des mots, 2007 ; LGF, 2008, poche, 339 p.  (ISBN 2-2531-2438-9 et 978-2-2531-2438-2).
- Le Sourire innombrable, de Fallois, 2008 ; LGF, 2009, poche, 120 p.  (ISBN 2-2531-2655-1 et 978-2-2531-2655-3).
- Petites leçons sur le grec ancien, avec Monique Trédé-Boulmer, Stock, 2008 ; LGF, 2010, poche, 148 p.  (ISBN 2-2531-2912-7 et 978-2-2531-2912-7).
  - éd. grecque : Μαθήματα ελληνικών / Ζακλίν ντε Ρομιγύ, Μονίκ Τρεντέ · μετάφραση Χριστιάννα Σαμαρά · επιμέλεια σειράς Τάκης Θεοδωρόπουλος. - 1η έκδ. - Αθήνα : Ωκεανίδα, 2009. - 232σ. · 21x14εκ.  (ISBN 978-9-6041-0588-5).
- Les Révélations de la mémoire, de Fallois, 2009 ; LGF, 2010, poche, 128 p.  (ISBN 2-2531-3356-6 et 978-2-2531-3356-8).
- La grandeur de l'homme au siècle de Périclès, de Fallois, 2010, coll, Littérature, 123 p.  (ISBN 2-8770-6718-1 et 978-2-8770-6718-8).
  - éd. grecque : Το ανθρώπινο μεγαλείο στον αιώνα του Περικλή / Ζακλίν ντε Ρομιγύ. - 1η έκδ. - Αθήνα : Ωκεανίδα, 2010. - 160σ. · 21x14εκ.  (ISBN 978-9-6041-0622-6).
- Au Louvre avec Jacqueline de Romilly et Jacques Lacarrière, Somogy, Éditions d'art, Louvre : Service culturel, 2001,  (ISBN 2-8505-6492-3 et 978-2-8505-6492-5).
- Jacqueline de Romilly raconte l'Orestie d'Eschyle, Bayard Centurion, coll. La mémoire des œuvres, 2006, 117 p.  (ISBN 2-2274-7600-1 et 978-2-2274-7600-4).
  - éd. grecque : Η αφήγηση της "Ορέστειας" του Αισχύλου / Ζακλίν ντε Ρομιγύ · μετάφραση Ανθή Ξενάκη · επιμέλεια σειράς Τάκης Θεοδωρόπουλος. - 1η έκδ. - Αθήνα : Ωκεανίδα, 2008. - 165σ. · 21x14εκ.  (ISBN 978-9-6041-0498-7).
- La tragédie grecque, PUF, coll. Quadrige, Grands textes, 2006, 192 p.  (ISBN 2-1305-5872-0 et 978-2-1305-5872-9).
- Sous des dehors calmes, de Fallois, 2002, 163 p.  (ISBN 2-8770-6453-0 et 978-2-8770-6453-8).
- Les Grands Sophistes dans l'Athènes de Périclès, LGF, 2004, poche, coll. Références, 345 p.  (ISBN 2-2531-0803-0 et 978-2-2531-0803-0).
- La Grèce antique : Les plus beaux textes d'Homère à Origène, Bayard Centurion, 2003, cloo. Compact, 900 p.  (ISBN 2-2274-7058-5 et 978-2-2274-7058-3).
- avec Fabrice Amedeo, Actualité de la Démocratie Athénienne, 2009.
  - éd. grecque : Πόσο επίκαιρη είναι η αθηναϊκή δημοκρατία σήμερα; : Συνομιλίες με τον Fabrice Amedeo / Jacqueline de Romilly, Fabrice Amedeo · μετάφραση Ελένη Οικονόμου. - 1η έκδ. - Αθήνα : Ερμής, 2009. - 197σ. · 21x14εκ.  (ISBN 978-9-6032-0189-2).
- Dictionnaire de littérature grecque ancienne et moderne.
  - éd. grecque : Λεξικό της ελληνικής λογοτεχνίας : Αρχαίας και νέας / Jacqueline de Romilly · μετάφραση Γιώργος Αραμπατζής, Ορέστης Καραβάς, Ροδάνθη Παπαδομιχελάκη, κ.ά. · επιμέλεια Νίκος Α. Νικολάου. - Αθήνα : Δαίδαλος Ι. Ζαχαρόπουλος, 2004. - 411σ. · 22x16εκ.  (ISBN 9-6022-7336-4 et 978-9-6022-7336-4).
- Pour l'amour du grec [ancien].
  - éd. grecque : Αγαπάμε τα αρχαία ελληνικά / Jacqueline de Romilly · επιμέλεια Jean - Pierre Vernant, Αναστάσιος Στέφος · μετάφραση Αλέξανδρος Κόντος. - 1η έκδ. - Αθήνα : Ποταμός, 2002. - 212σ. · 21x17εκ.  (ISBN 9-6075-6375-1 et 978-9-6075-6375-0).
- Jeanne, récit autobiographique, de Fallois, 2011.  (ISBN 978-2-87706-757-7)[46].
- Ce que je crois, de Fallois, 2012.
- Rencontre, de Fallois, 2013.

Traductions de Jacqueline de Romilly :
- Thucydide, La Guerre du Péloponnèse, édition bilingue français-grec, Belles Lettres (1re éd. : 1953-1972), 2009, coll. Classiques en poche :
  - Tome 1, Livres I et II, 404 p.  (ISBN 2-2518-0005-0 et 978-2-2518-0005-9).
  - Tome 2, Livres III, IV, V, 532 p.  (ISBN 2-2518-0006-9 et 978-2-2518-0006-6).
  - Tome 3, Livres VI, VII et VIII, 553 p.  (ISBN 2-2518-0007-7 et 978-2-2518-0007-3).